# Berchtoldstag
Der Berchtoldstag, alemannisch Bächteli[s]tag, Berchteli[s]tag, Berteli[s]tag, Bärzeli[s]tag, Bechtelstag, Bechtle, in Glarus auch Nachneujahr (Naanüüjaar) genannt, ist ursprünglich ein Feiertag in Gegenden mit alemannischer Bevölkerung, insbesondere in Teilen der Schweiz – wo er mittels der Berner Herrschaft über die Waadt auch in die französischsprachige Westschweiz gelangt ist – sowie in Liechtenstein. Er fällt in den verschiedenen Gegenden bald früher, bald später in die Zeit des Jahresanfangs und wird im historischen Zürcher und Berner Einflussgebiet am 2. Januar, im Kanton Graubünden am 5. Januar und im thurgauischen Frauenfeld am dritten Montag des Monats Januar begangen.

## Rechtslage
In der Schweiz ist der 2. Januar in einigen Kantonen (zum Beispiel Kanton Bern) oder in Teilen eines Kantons (Kanton Aargau) ein dem Sonntag gleichgestellter Feiertag. In weiteren Kantonen (zum Beispiel Kanton Zürich) ist er ein gesetzlich zwar nicht anerkannter Feiertag, an dem aber trotzdem in der Regel im gesamten Kanton Arbeitsruhe gilt. In anderen (wie den beiden Basel) ist er jedoch kein Feiertag. Für Einzelheiten siehe Feiertage in der Schweiz #Nationale und allgemeine Feiertage. Generell (in allen Kantonen) geschlossen haben am 2. Januar die Banken in der Schweiz, auch bei der SBB gilt der Tag als Feiertag.

## Herkunft

### Berchtold – eine Person?
Der Tag hat nichts mit einem heiligen Berchtold zu tun. Aber auch der vielbehauptete germanische Ursprung im Zusammenhang mit einer Göttin Berchta oder Perchta, angeblich der Frau Wotans, die in der Zeit der Rauhnächte ihr Unwesen treibe und mit wilden Bräuchen gebannt werde, kann nicht schlüssig nachgewiesen werden.
Im Schweizerischen Idiotikon wird auf das mittelhochdeutsche berchttac, berchteltac, berchtnacht für Epiphanias, «Dreikönigstag» (6. Januar) verwiesen. Mittelhochdeutsch bërcht, bërchtel bedeutet «glänzend, leuchtend» (vergleiche englisch bright «hell»); altgriechisch ἐπιφαίνειν epiphainein bedeutet «erscheinen, hervorglänzen, hervorleuchten». Vielleicht hat bei der Übersetzung auch mitgespielt, dass die am 6. Januar vorgetragene Lesung aus dem biblischen Buch Jesaja mit «Surge, illuminare, Ierusalem, quia venit lumen tuum, et gloria Domini super te orta est» beginnt («Mach dich auf, Jerusalem, werde licht! Denn dein Licht kommt, und die Herrlichkeit des Herrn ist aufgestrahlt über dir»). Die mittelhochdeutsche Wortbildung ist demnach eine Übertragung des griechisch-lateinischen epiphanias «Erscheinung», womit der schweizerische Berchtoldstag in der Nachfolge der Epiphanias steht. Das später nicht mehr verstandene erste Wortglied wurde in den Mundarten vielfach variiert, schriftsprachlich nach «Berchtold» umgedeutet beziehungsweise in der westlichen Deutschschweiz vielleicht auch auf die zähringischen Herzöge namens Berthold oder aber auf die burgundische Königin Berta bezogen, die in der Westschweiz vielfach als Kirchengründerin gilt.

### Zusatzfeiertag der reformierten Kantone
Beim schweizerischen Berchtoldstag handelt es sich um einen arbeitsfreien Nachfeiertag zum Neujahrstag, wie es der Ostermontag zu Ostern, der Pfingstmontag zu Pfingsten und der Stephanstag zu Weihnachten sind. Da der Berchtoldstag ursprünglich allein in reformierten Kantonen ein arbeitsfreier Tag war, liegt es nahe, in ihm eine Kompensation zum gestrichenen Dreikönigstag zu sehen.

## Brauchtum
Der Berchtoldstag ist beziehungsweise war in der reformierten Schweiz mit vielseitigem Neujahrs-, Winter- und Fasnachtsbrauchtum verbunden; eine Zusammenstellung der historischen und rezenten Bräuche geben das Schweizerische Idiotikon Band XII, 962–967 und der Atlas der schweizerischen Volkskunde Band II, 165 f. bzw. Kommentarband II, 75–83. In der katholischen Schweiz hingegen steht der Dreikönigstag (6. Januar) im Zentrum, und nur vereinzelt treffen sich dort Zünfte und Gesellschaften am Bärzelitag zu einem Bankett.

### Gastmähler und Neujahrsblätter
Am Berchtoldstag wird in den Kantonen Zürich, Schaffhausen und Thurgau vielerorts Geselligkeit gepflegt. Im Zürcher Unterland, beispielsweise in der Gegend um Bülach und Rafz, versammelt sich am Bächtelisnachmittag und -abend die Bevölkerung in verschiedenen Kneipen, um zu bächteln. Dabei ziehen lokale Musik-, Comedy- und andere Unterhaltungsgruppen von Kneipe zu Kneipe, um die jeweiligen Gäste zu unterhalten. Die Wirte der Kneipen ihrerseits versorgen die Gruppen mit Speis und Trank. Als Spezialität gibt es die Bächtelswurst mit Bächtelsweggen; die Bächtelswurst wird nach speziellem Rezept nur für diesen Anlass einmal im Jahr hergestellt.
In der Stadt Zürich schickten früher die Zunft- beziehungsweise Gesellschaftsmitglieder ihre festtäglich gekleideten Kinder auf die Gesellschafts- beziehungsweise Zunftstube, damit diese einen bestimmten Geldbetrag zugunsten der Heizung der Stube abgeben sollten (Stubenhitz, Stubehitzete). Hieraus hat sich das heutige Brauchtum entwickelt, dass eine Reihe von Vereinen auf diesen Tag hin Bücher oder Bildreproduktionen (sogenannte «Neujahrsblätter») veröffentlichen und in geselligem Rahmen verkaufen. Das erste Neujahrsblatt schuf der Maler Conrad Meyer, der für 1645 für die Burgerbibliothek Zürich einen Einblattdruck konzipierte und diesen mit einem Gedicht des Barockdichters Johann Wilhelm Simler versah, fortgeführt bis heute durch die Zentralbibliothek Zürich; andere Gesellschaften, die Neujahrsblätter herausgeben, sind unter anderem die Antiquarische Gesellschaft in Zürich seit 1837, die Naturforschende Gesellschaft in Zürich seit 1871, die Allgemeine Musik-Gesellschaft Zürich seit 1876 und Zürcher Kunstgesellschaft seit 1901.
In Aarau brachte die örtliche Literarische und Lesegesellschaft erstmals 1910 die Aarauer Neujahrsblätter heraus, deren weitere Nummern allerdings erst ab 1927 folgten. Seit 2006 werden die Neujahrsblätter von der Ortsbürgergemeinde Aarau herausgegeben.
In Frauenfeld ist der Bächtelitag – der hier am 3. Montag im Januar begangen wird – ein Fest für die ganze Stadt und wird mit einem «Bürgermahl», zu welchem eine Salzisse  genannte Brühwurst sowie Brot und Wein serviert werden, im Rathaussaal gefeiert. Das Bürgermahl hat seine Anfänge im 13. Jahrhundert und wird ab dem 16. Jahrhundert als gemeinsame gesellige Unterhaltung von Bürgern und Handwerkern gefeiert.
In Luzern hält die Zunft zu Safran Mitte Januar ihr Bärteliessen ab.

### Maskenlaufen und Bälle
Im aargauischen Hallwil und in einigen anderen Ortschaften der Schweiz ziehen am Bärzelistag die Bärzelibuebe als schaurige Maskengestalten durchs Dorf. Maskiertes Herumziehen am Berchtoldstag ist für das 19. und das frühe 20. Jahrhundert auch für verschiedene Orte im Kanton Schaffhausen, im westlichen Thurgau sowie im nördlichen und östlichen Kanton Zürich bezeugt, der Brauch ist dort wie auch teilweise in der Westschweiz jedoch in Vergessenheit geraten. In früheren Zeiten war mit den Umzügen auch das Heischen (das Erbetteln von Esswaren) verbunden.
Besonders in den Kantonen Bern und Waadtland, etwas weniger auch im Kanton Zürich wurde der Tag mit Bällen begangen. Im 19. Jahrhundert fanden in der Stadt Zürich Maskenbälle für Kinder statt, und für das 15. Jahrhundert ist belegt, dass Zürcher «an sant Berchtlins tag zuo nacht […] zum tantz» gingen und «in bög[g]enwis und verwandloten kleidern» zurückkehrten.
Das Maskenlaufen am Berchtoldstag ist in einem grösseren volkskundlichen Zusammenhang zu sehen. Eng verwandt sind etwa das Appenzeller Silvesterklausen, das Nikolausbrauchtum im Berner Oberaargau und im Zürcher Oberland sowie natürlich das Fasnachtsbrauchtum.